# Euphorbia gracillima
Euphorbia gracillima är en törelväxtart som beskrevs av Sereno Watson. Euphorbia gracillima ingår i släktet törlar, och familjen törelväxter. Inga underarter finns listade i Catalogue of Life.